# Choristoneura griseicoma
Choristoneura griseicoma es una especie de polilla del género Choristoneura, tribu Archipini, subfamilia Tortricinae. Fue descrita científicamente por Meyrick en 1924.

## Distribución
Se distribuye por Asia: India.